# 泥孩
泥孩也叫泥娃娃、泥偶。是泥人变成的怪，记载于《阅微草堂笔记》，而汉族本身有拴泥娃娃与泥狗红绳的习俗，是一种求育巫术。在纪昀的《阅微草堂笔记》写到,当时妇女恨无子, 每令尼媪以彩丝系神庙泥娃归,置于卧室内。《坚瓠秘集》另有压被子用的泥娃娃变的妖怪的记载。

## 记载
《阅微草堂笔记》余两三岁时，尝见四五小儿彩衣金钏，随余嬉戏，皆呼余为弟，意似甚相爱，稍长时乃皆不见。后以告先姚安公，公沉思久之，爽然曰：「汝前母恨无子，每令尼媪以彩丝系神庙泥孩归，置于卧内，各命以乳名，日饲果饵，与哺子无异。殁后，吾命人瘗楼后空院中，必是物也。」恐后来为妖，拟掘出之，然岁久已迷其处矣。